# Conus lischkeanus
Conus lischkeanus é uma espécie de gastrópode do gênero Conus, pertencente à família Conidae.

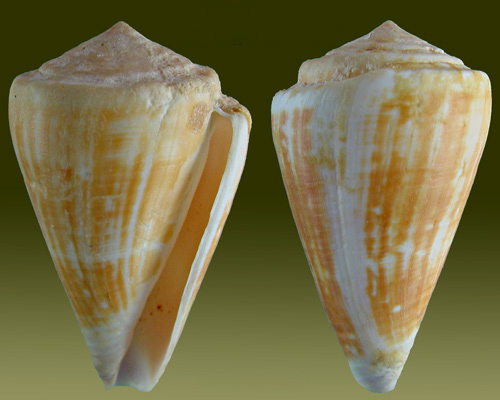
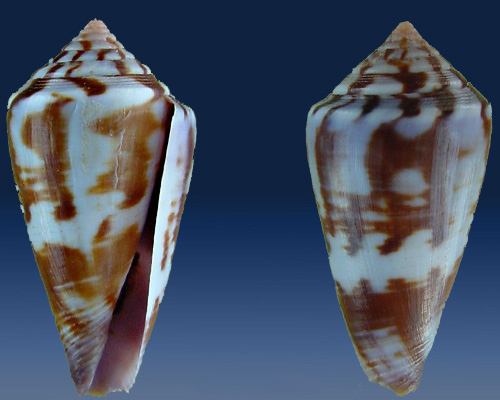